# Carolina Kuhlman
Ottilia Carolina Kuhlman, även känd under namnen (genom giftermål) Deland och Åbergsson, född 15 november 1778 i Stockholm, död 21 april 1866 i Stockholm var en svensk skådespelare, gift först med balettmästaren Louis Deland och sedan med skådespelaren Gustav Åbergsson. 

## Biografi och karriär
Carolina Kuhlman, vars far Julius Kuhlman var musiker vid Kungliga Hovkapellet och Svea livgarde, utbildades vid kungliga teatrarnas sångskola från 1791, från 1793 vid Dramatens elevskola under Anne Marie Milan Desguillons, och anställdes vid Dramaten som premiäraktris år 1800 och var första aktris till 1833, förutom under två år då hon var med sin man i Göteborg, där han var teaterchef. 1829-1833 var hon vice rektor och undervisade i deklamation vid kungliga teaterns elevskola.   
1799 hade hon gift sig med Louis Deland, men de skilde sig 1802, och hon kallade sig efter det fru Kuhlman; 1815 gifte hon om sig med Gustav Åbergsson, "Stockholms förste Hamlet", som hon spelade Ofelia mot 1819 i Stockholms första pjäs av Shakespeare.
Hon spelade först älskarinne- och hjältinneroller och slutligen modersroller och berömdes för sin realism, sin grace och sin välbalanserade mimik; hon spelade Emma i Korsfararne, Hildegard i Johanna av Montfaucon, Cherubin i Figaros bröllop, den dövstumme pojken Jules i Abbe del'Epée, fru Dorsan i Den ondsinta hustrun och Elvira i Tartuffe. Hon spelade "en fransyska " i Karavanen och Wilhelm i Musikvurmen säsongen 1796-1797, Isabella i Den talande tavlan 1798-1799, Zemire i Panurge på lanterneön och Cecile i Hemligheten 1799-1800, Alexandrine i En fjärdedels timmes tystnad 1809-1810, Regina i De löjliga mötena 1813-1814, Madame Durandiére i Världshuset i Bagniéres 1817-1818 och Barbara i Oxmenuetten 1825-1826.
Hon är begravd på Norra begravningsplatsen utanför Stockholm.